# هيئة الإشراف على الخدمات العامة السكنية (كولومبيا)
هيئة الإشراف على الخدمات العامة السكنية (بالإسبانية: Superintendencia de Servicios Públicos Domiciliarios) هي وكالة تنظيمية تابعة لحكومة كولومبيا مسؤولة عن تنظيم والإشراف على مقدمي خدمات المرافق العامة. بلغت ميزانيتها في عام 2012 حوالي 84 مليار بيزو كولومبي، وفي عام 2013 حوالي 86 مليار بيزو كولومبي، أما في عام 2014 فحوالي 122 مليار بيزو كولومبي.